# Fatah al-Islam
Fatah al-Islam (Arabisch: فتح الإسلام) is een salafistische, soennitische terroristische organisatie in Libanon, die in 2007 uit het Palestijnse vluchtelingenkamp Nahr el-Bared verjaagd werd door het Libanees leger. Ze voert daarnaast ook nog strijd met de sjiitische Hezbollah.

## Structuur
Fatah al-Islam staat voor 'overwinning voor de islam'. De groep splitste zich eind 2006 af van de Fatah al-Intifada, die op zijn beurt een afsplitsing van Fatah is. Ze is door de Amerikaanse regering op de zwarte lijst van internationale terreurorganisaties geplaatst. Fatah al-Islam ontkent de vermeende banden met Al Qaida, maar ze steunen wel hun gedachtegoed. De militanten komen uit allerlei moslimlanden, zoals Jemen, Libanon zelf, Afghanistan, Syrië, Saoedi-Arabië, Tunesië, e.a.
De leider van de beweging was Shaker al-Absi. Deze kwam om in de gevechten tegen het Libanese leger, net als de tweede man Naim Deeb Ghali, wiens dood door nog een andere belangrijke leider, Abu Hureira bevestigd werd.

## Gevechten
Een maand of tien voor het conflict sijpelden de militanten het Palestijnse vluchtelingenkamp Nahr el-Bared binnen. Inwoners beschreven hen als diepreligieuze mannen die teruggetrokken leefden. Ze waren gekleed in uniformen en droegen openlijk wapens. Volgens imam Omar el-Eter werkten ze niet, maar betaalden ze wel met Amerikaanse dollars.
In februari 2007 werden er aanslagen gepleegd op enkele bussen in de buurt van de hoofdstad Beiroet, waarbij drie doden en een twintigtal gewonden vielen. De Libanese overheid legde de verantwoordelijkheid bij de Fatah al-Islam en vestigde militaire controleposten rond het vluchtelingenkamp waardoor de bewoners niet meer vrij in en uit konden.
Bewoners vertellen ook dat de militanten van Fatah al-Islam de macht in het kamp van de Fatah al-Intifadah overnamen. Ook begonnen ze controleposten op te richten en de inwoners te fouilleren.
In mei 2007 viel de Libanese politie een appartement in Tripoli binnen om bankovervallers te arresteren. De bandieten hadden zo'n 125.000 Amerikaanse dollars buitgemaakt in een bank te Amyoun, een stad ten zuidoosten van Tripoli. Ze openden echter het vuur op de politie en het geweld breidde zich uit naar Nahr el-Bared, waar de Fatah al-Islam-militanten een verrassingsaanval op de Libanese militaire checkpoints rond het kamp uitvoerden.
Het Libanese leger reageerde hierop door het dichtbevolkte kamp met tanks en artillerie onder vuur te nemen dat werd beantwoord door de mortieren en automatische wapens van Fatah al-Islam. Palestijnse inwoners werden slachtoffer van de 'precisiebombardementen' door verouderde tanks van een slecht getraind Libanees leger. Een deel van de Libanezen juichte hierom, omdat ze de PLO als aanstoker zien van de Libanese burgeroorlog. Groepen Libanezen gingen zelfs de straat op om tezamen met de troepen de Palestijnen 'een lesje te leren'. Gevolg was dat er veel doden vielen, en vele Palestijnen vluchtten naar het naburige Beddawikamp. De Fatah al-Islam heeft daarnaast ook verschillende aanslagen gepleegd in de hoofdstad Tripoli waarbij verschillende slachtoffers vielen. Na drieënhalve maand van gevechten hebben de Libanese troepen de Fatah al-Islam uiteindelijk kunnen verjagen uit het vluchtelingenkamp.
In augustus 2010 doodde de Libanese inlichtingendienst de leider van Fatah al-Islam, Abdul Rahman Awad, toen die met een gezel onderweg was naar Irak om zich bij Al Qaida aan te sluiten. De twee verzetten zich tegen hun arrestatie, wat uitmondde in een vuurgevecht. Al Qaida begon in die dagen onder leiding van Abu Bakr al-Baghdadi aan een terreurcampagne tegen het Sjiietische bewind in Bagdad en zijn Amerikaanse bondgenoot. Vanaf 15 maart 2011 is Fatah al-Islam betrokken bij de Syrische Burgeroorlog.